# وین‌زیپ

لوگوی نرم‌افزار وین‌زیپ

وین‌زیپ، (انگلیسی : WinZip) نرم‌افزاری برای فشرده سازی یا بایگانی فایلها در محیط ویندوز و مکینتاش اواس‌ده می‌باشد. این نرم‌افزار در ابتدا توسط نیکو مک کامپیوتینگ تولید شد، ولی بعدها توسط وین‌زیپ کامپیوتینگ، توسعه یافت.
نرم‌افزار وین‌زیپ، آرشیوهای زیپ را ایجاد می‌نماید، علاوه بر این، انواع فرمت‌های آرشیو و فشرده شده در رایانه را پشتیبانی می‌کند.

## تاریخچه
نرم‌افزار وین‌زیپ، اولین بار در آوریل ۱۹۹۱ به عنوان یک واسط گرافیکی کاربر توسط نیکو مک کامپیوتینگ تولید شد. بعدها در سال ۲۰۰۶ این کمپانی، به‌طور کامل توسط کورل خریداری شد.
تا پیش از ویندوز اکس پی، نرم‌افزار وین‌زیپ، رونق بسیار زیادی داشت و تقریبأ در تمامی کامپیوترها این نرم‌افزار دیده می‌شد. ولی پس از آنکه در نسخه ویندوز اکس پی، کمپانی مایکروسافت قابلیت آنزیپ نمودن را جای داده بود، این نرم‌افزار نیز کم کم، از رونق افتاد...
وین‌زیپ از جمله نخستین نرم‌افزارهای فشرده سازی رایانه‌ای است، که تا کنون توانسته هر روز با امکاناتی بهتر از روز قبل خود را توانمندتر سازد. با این نرم‌افزار، کاربر قادر خواهد بود فایل‌ها یا پوشه‌ها را فشرده سازی و یکپارچه کرده یا از حالت فشرده، خارج و از آن استفاده نماید.

## امکانات نرم‌افزار
برنامه وین‌زیپ، نرم‌افزاری حرفه‌ای و سریع برای کار با فایل‌های فشرده می‌باشد که از قدرت و امکانات ویژه‌ای برخوردار است. رکورد دانلود این نرم‌افزار، بیش از ۱۵۰ میلیون بار، توسط کاربران بوده، که این به نوبه خود، اعتبار ویژه‌ای را متوجه کمپانی سازنده می‌نماید.
یکی از امکانات مهم این نرم‌افزار، کد گذاری محرمانه بر روی فایل‌ها و فولدرها می‌باشد که این نرم‌افزار به آسانی قادر به انجام آن می‌باشد. این برنامه قادر است تا آرشیوی از فایل‌های موجود در سیستم را، ارائه دهد. همچنین می‌تواند فایل‌ها را بر روی دیسک‌های مختلف کپی کند.
با این نرم‌افزار کاریر قادر خواهد بود، فایل‌های زیپ Zip شده را، بر روی شبکه سرورهای اف‌تی‌پی FTP قرار داده و به اصطلاح آپلود نماید.
وین‌زیپ، فرمت‌های هم دسته خود را نیز پشتیبانی می‌کند و قابلیت عملکرد اجرایی نیز در این زمینه دارد. همچنین این نرم‌افزار، قابلیت نمایش یک تصویر از محتویات فایل‌های فشرده شده را نیز دارد.
تمامی کاربران اینترنت اعم از حرفه‌ای و غیر حرفه‌ای، به خوبی می‌دانند که امروزه انتقال یا اشتراک فایل‌های اینترنتی، برپایه فایل‌های فشرده بوده و می‌توان گفت که این روش هم‌اکنون کاملاً متداول می‌باشد.
فشرده سازی فایل، علاوه بر کم نمودن حجم فایل موردنظر و سهولت کاربر برای کپی نمودن و استفاده از آن، از امنیت بیشتری برخوردار بوده و به نوعی خود به عنوان غلاف محافظ نیز می‌تواند عمل کند.
علاوه بر این، بسیاری از سایت‌های اینترنتی جهت تبلیغ یا محافظت از محتوای سایت، فایل‌ها را فشرده و سپس رمز گذاری می‌کنند.
با وجود این تفاسیر، می‌توان گفت که؛ اکثر کاربران اینترنتی با فشرده سازها برخورد داشته و حداقل یک بار، فایلی را با آن گشوده‌اند.
به‌طور خلاصه، با نرم‌افزار وین‌زیپ، کاربر، تنها با یک کلیک راست بر روی فایل یا فولدر مورد نظر، می‌تواند آن‌ها را به راحتی فشرده سازی و رمز گذاری کرده، سپس آن‌ها را ایمیل یا به اشتراک بگذارد.

## ویژگی‌های نرم‌افزار
برخی از ویژگی‌های نرم‌افزار وین‌زیپ، عبارتست از : 
- زیپ Zip و آنزیپ Unzip نمودن، با یک کلیک و ارسال از طریق ایمیل
- مدیریت فایل‌های فشرده شده و دسته‌بندی آن‌ها
- پشتیبانی از فرمت‌های فشرده شده، توسط نرم‌افزارهای دیگر، نظیر وین‌رار
- تکه تکه کردن فایل حجیم فشرده شده، بمنظور انتقال آسان
- برنامه‌ریزی برای زیپ کردن در زمان و تاریخ‌های از پیش تعیین شده
- آپلود کردن محتوا، در فضای سایت یا اف‌تی‌پی به‌طور مستقیم، از محیط نرم‌افزار
- رایت نمودن محتوای زیپ شده، بر روی سی‌دی یا دی‌وی‌دی CD/DVD